# The Lady Chablis
The Lady Chablis (nascuda Benjamin Edward Knox) (Quincy, Florida 11 de març de 1957 – Savannah, Geòrgia 8 de setembre de 2016) fou una actriu americana, escriptora i drag-queen transgènere. Fou una de les primeres draq-queens que va arribar a ser famosa degut a que apareix en el bestseller Midnight in the Garden of Good and Evil i la pel·lícula homònima que l'adapta.

## Infància i joventut
Nascut el 1957 amb el nom de Benjamin Edward Knox, va créixer a Quincy, Florida, tot i que posteriorment va anar a viure a la ciutat de Nova York. A la dècada de 1990 va canviar el seu nom legalment a "The Lady Chablis".

## Carrera

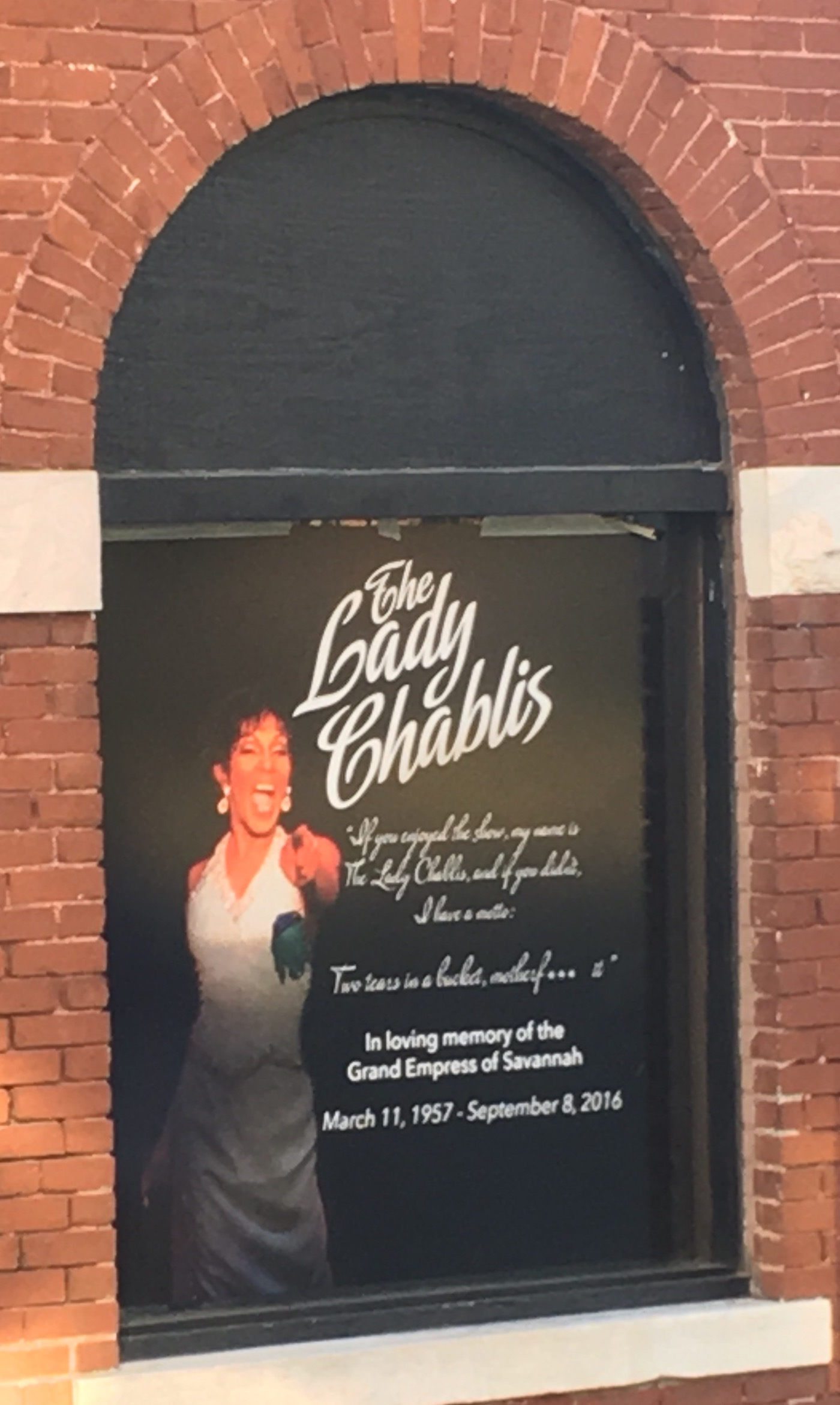
Un cartell en memòria de Lady Chablis a la paret del Club One del carrer Jefferson.

Chablis explicà que la seva carrera es va iniciar als 15 anys en un bar gay de Tallahassee, Florida.
Actuava sovint en el club nocturn Club One de Savannah, on era coneguda com l' "Emperadriu Magnífica". Chablis va viatjar a través dels Estats Units representant el seu show, The Doll Revue en diversos locals i esdeveniments especials com festes de l'Orgull gai. També va aparèixer en espectacles radiofònics. Fou un dels personatges més importants del bestseller de John Berendt Midnight in the Garden of Good and Evil (1994) que va tenir una adaptació cinematogràfica el 1997 on Chablis s'interpretava a ella mateixa i en que també va estar protagonitzada per Kevin Spacey i John Cusack.
The Lady Chablis fou presentada en l'episodi sobre Savannah del programa Bizarre Foods America del The Travel Channel. El 2012 va ser entrevistada en el show televisiu de la televisió de Savanna "MAMA knows best talk show".

### Premis i títols
A principis de la seva carrera va actuar amb el nom de Brenda Dale Knox. Va guanyar molts títols de drag-queens com:
- Miss Dixieland 1976
- Miss Gay World 1976
- La Gran Emperadriu de Savannah 1977
- Miss Sweetheart International 1989

### Autobiografia
- Lady Chablis. Hiding My Candy: The Autobiography of the Grand Empress of Savannah.  Pocket Books, 1996. ISBN 0-671-52095-4. OCLC 37901705.

### Filmografia
- Midnight in the Garden of Good and Evil (1997) com Chablis Deveau (surt als crèdits com Lady Chablis)
- Midnight in Savannah (1997, documental de televisió) com ella mateixa
- Partners (1999, telefilm) com Beverly
- Damn Good Dog (2004, documental en video) com ella mateixa
- Bizarre Foods America: Savannah (2012) com ella mateixa
- Real Housewives of Atlanta (2013) com ella mateixa

## Mort
The Lady Chablis va morir de pneumònia Pneumocystis en un hospital de Savannah el 8 de setembre de 2016 als 59 anys. La Pneumocystis és una infecció que afecta sobretot als malalts de VIH.

## Transició d'home a dona
Segons el llibre de Berendt llibre, Chablis era una dona transgènere; Berendt va escriure que va conèixer a Chablis quan retornava a casa després d'haver-se fet una injecció d'hormona. En el seu llibre que Hiding My Candy, Chablis va dirque no s'havia fet la cirurgia de reassignació de sexe.